# بلاك بلوك

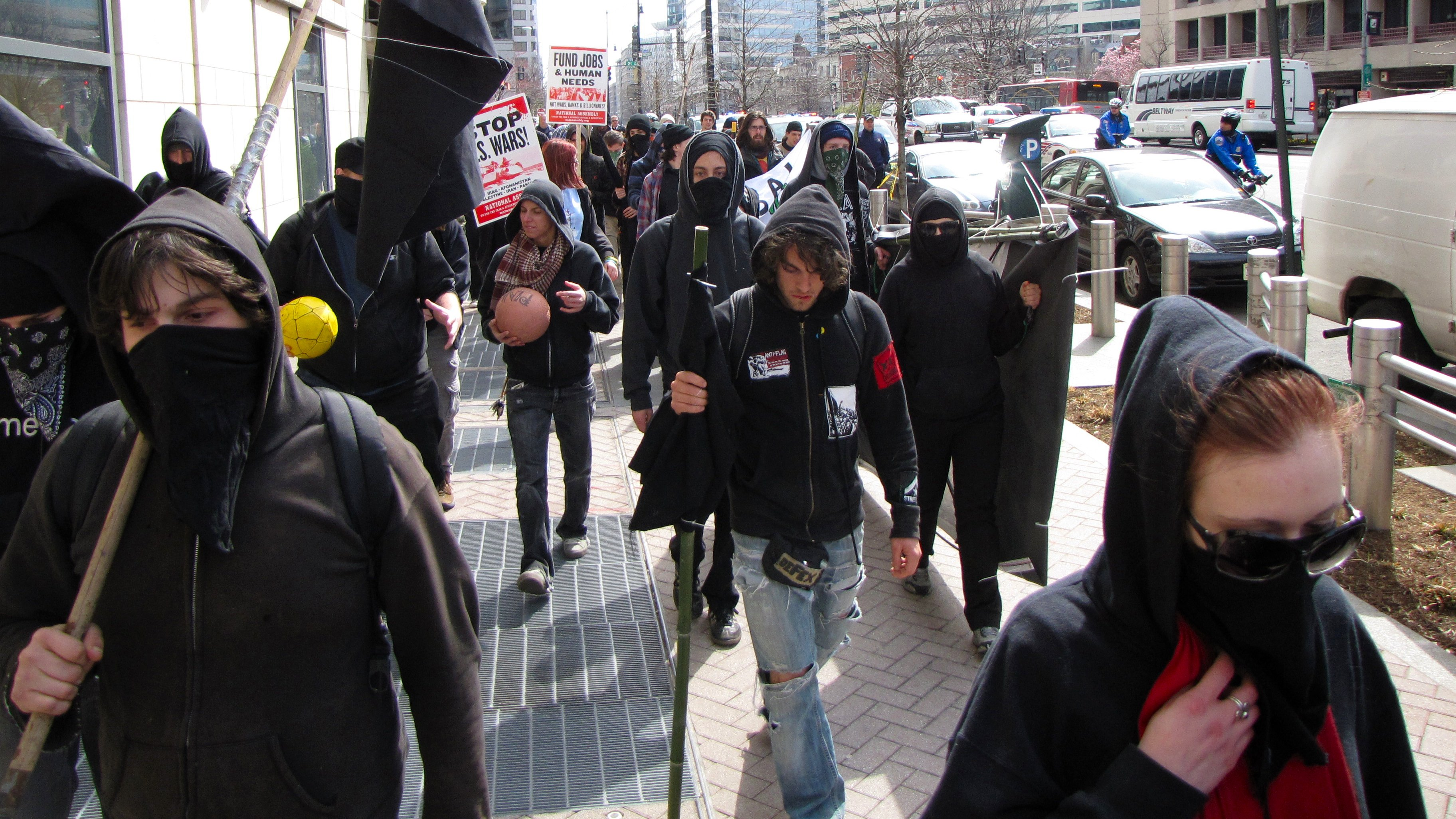
كتلة سوداء في مسيرة فرعية بالقرب من البنك الدولي في واشنطن العاصمة في عام 2009. لاحظ أن بعض المتظاهري الكتلة السوداء قد يرتدون اغطية الرأس ببساطة، مما يسمح بعرض وجوههم، والبعض الآخر قد يستخدم أشياء مثل الوشاح والنظارات الشمسية الداكنة أو أقنعة لإخفاء وجوههم قدر الأمكان.

بلاك بلوك (بالإنجليزية: Black Bloc) وتعني الكتلة السوداء، تكتيك في المظاهرات والمسيرات (السلمية أو العنيفة) يرتدى فيه الأفراد الملابس السوداء والأوشحة والنظارات والأقنعة وخوذات الدراجات النارية المبطنة أو غيرها من الأشياء التي تحمى وتخفى الوجه. وتستخدم الملابس لإخفاء هويات المشاركين في المسيرة، وتسمح لهم أن يبدون وكأنهم كتلة موحدة كبيرة، وتعزز التضامن بين الأفراد.
يرتدي المحتجون الملابس السوداء، والأوشحة السوداء، والأقنعة السوداء، ويهدف ذلك إلى إخفاء هوية المتظاهرين وهوية المشاركين في المسيرة، مما يجعلهم يبدون ككتلة واحدة كبيرة ومما يحفز الناس على المشاركة، وقد يتضمن التكتيك بعض التصرفات العدوانية مثل قتال الشوارع، وتخريب الممتلكات العامة، والتظاهر، والعصيان المدني من دون أي ترخيص ولكن في معظم الأحيان تكون تصرفاتهم دفاعية كتضليل السلطات وتهريب المحتجزين من الشرطة وحمايتهم وتقديم الإسعافات الأولية للمصابين بقنابل الغاز المسيلة للدموع والرصاص.
نما هذا التكتيك في 1980 في احتجاجات حركات الاستقلال الذاتى الأوروبية ضد عمليات إخلاء وضع اليد، وسياسات الطاقة النووية وفرض قيود على الإجهاض إلى جانب أمور أخرى. اكتسبت الكتل السوداء اهتمام أوسع من وسائل الإعلام خارج أوروبا خلال المظاهرات المناهضة لمنظمة التجارة العالمية عام 1999، عندما أتلفت كتلة سوداء ممتلكات محلات الملابس (جاب) (GAP)، و (أولد نيفى) (Old Navy)، وستاربكس وغيرها من مواقع البيع بالتجزئة متعددة الجنسيات في وسط مدينة سياتل.
و في مصر 2015 قامت مجموعة الكتلة السوداء بتفجير مبني الأمن الوطني بشبرا الخيمة

## نبذة تاريخية
البلاك بلوك نشأت وعرفت أساساً في ألمانيا تحت اسم "Schwarzer Block" وكان ظهورهم في الثمانينات من القرن الماضى وقد ارتبطت جماعات البلاك بلوك عادةً بأعمال الشغب والمظاهرات كما حدث في ألمانيا وكذلك في إيطاليا في الأحداث التي استمرت من يوم الخميس 19 يوليو حتى الأحد 22 يوليو، 2001 . أثناء انعقاد مجموعة الثمانية أو مجموعة الدول الصناعية الثمانية G8 في جينوفا في إيطاليا.

### أصول ألمانية

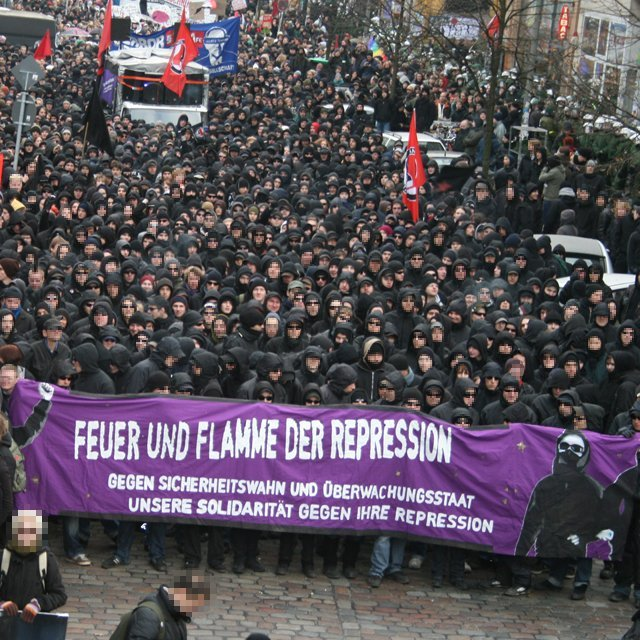
كتلة سوداء مناهضة للفاشية في ألمانيا

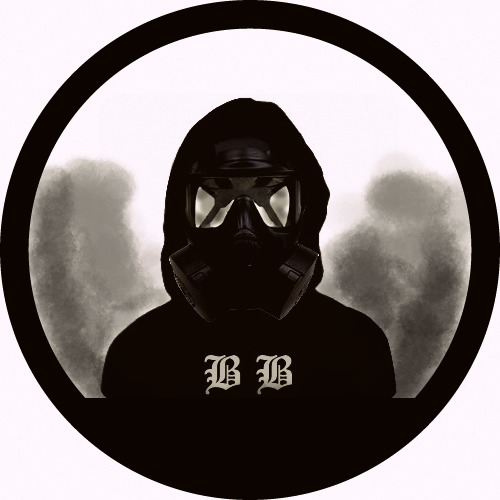
صورة إيضاحية للكتلة السوداء

وقد نما هذا التكتيك بعد زيادة استخدام قوات الشرطة بعد مظاهرة بروكدورف عام 1977 من قبل الشرطة الألمانية في عام 1980، التي كانت تستهدف على وجه الخصوص النشطاء المناهضين للاسلحة النووية وواضعي اليد على الأراضى والممتلكات. وكانت المناطق الرئيسية لهذا النمو في هافنستراب، هامبورغ، وكروزبرج، برلين. وقام هؤلاء المنشقين في هذة المناطق باحتلال المساحات الاجتماعية وفضلوا إنشاء مؤسسات اجتماعية خاصة بهم على أساس العيش المشترك والمراكز المجتمعية البديلة. في يونيو 1980، قامت الشرطة الألمانية بإخلاء «جمهورية وندلاند الحرة» بالقوة، وهو معسكر احتجاج ضد الطاقة النووية في جورلبين، وندلاند. أدى هذا الهجوم على 5000 من المتظاهرين السلميين أن أصبح العديد من دعاة السلام السابقين على إستعداد لإستخدام الأساليب العنيفة. بقدوم شهر ديسمبر من عام 1980، نظمت حكومة مدينة برلين سلسلة متصاعدة من الإعتقالات الجماعية، تلتها حملات مماثلة من السلطات المحلية الأخرى في جميع أنحاء ألمانيا الغربية. قاوم واضعي اليد ذلك من خلال وضع اليد على مساحات جديدة، عندما تم طردهم من القديمة. بعد حملة الاعتقال الجماعية لواضعي اليد في فرايبورغ، نُظمت مظاهرات لدعمهم في العديد من المدن الألمانية. وقد أطلق علي هذا اليوم اسم الجمعة السوداء عقب مظاهرة في برلين نزل فبها بين 15,000 و 20,000 شخص إلى الشوارع ودمروا منطقة تسوق فاخرة. كان تكتيك لبس ثياب سوداء وأقنعة مماثلة يعني أن الإستقلالين كانوا أكثر قدرة على مقاومة الشرطة ومراوغة تحديد هويتهم. وأطلقت عليهم وسائل الإعلام الألمانية «دير شوارتز بلوك» "Der Schwarze Block" أو («الكتلة السوداء»).
في عام 1986، قام واضعي اليد في هامبورغ بتعبئة هجمات لاحقة على هافنستراب. نزلت مظاهرة من 10,000 شخص إلى الشوارع محيطة ب1500 شخص على الأقل في كتلة سوداء. وحملوا لافتة كبيرة تقول «ابنى سلطة مزدوجة ثورية!». في نهاية المسيرة، شرعت الكتلة السوداء في قتال الشوارع مما أجبر الشرطة على التراجع. في اليوم التالي تم إشعال النار 13 متجر في هامبورغ، مما تسبب في ما يقرب من 10 ملايين دولار أضرار. في وقت لاحق من ذلك العام، في أعقاب كارثة تشيرنوبيل، قام نشطاء مسلحين مناهضين للتكنولوجبا النووية باستخدام هذا التكتيك.
في 1 مايو 1987، تعرض مهرجان الشعوب السلمية في برلين كروزبرج لهجوم من قبل الشرطة في ألمانيا الغربية. ونتيجة لهذا الهجوم غير المبرر، هاجم آلاف من الناس الشرطة بالحجارة والزجاجات وقنابل المولوتوف. أصبحت أعمال الشغب هذة شهيرة بعد أن إضطرت الشرطة إلى الانسحاب بشكل كامل من ما يسمى بحي "36 SO" في كروزبرج لعدة ساعات، قام خلالها المشاغبين بنهب المتاجر جنبا إلى جنب مع السكان.
عندما جاء رونالد ريغان إلى برلين في يونيو 1987، تجمع في إستقباله حوالي 50,000 متظاهر احتجاجاً على سياساته الحرب الباردة وشملت هذه كتلة سوداء من 3000 شخص. وقبل مرور بضعة أشهر في وقت لاحق، كثفت الشرطة مضايقاتها لواضعي اليد في هافنستراب. في نوفمبر 1987، انضم للسكان آلاف من الإستقلالين الأخرين وقاموا بتحصين القرفصاء (وضع اليد على مكان)، وبنوا متاريس في الشوارع ودافعوا عن أنفسهم ضد الشرطة لما يقرب من 24 ساعة. بعد هذا قامت سلطات المدينة بالتصديق على إقامة واضعي اليد.
في 1 مايو 1988، نظمت جماعات اليسار المتطرف مظاهرة عيد العمال خلال كروزبرج برلين، التي أنتهت بأعمال شغب أفدح من العام السابق. وهاجم المتظاهرون الشرطة بكرات صلب أطلقوها بالمقاليع وبالحجارة والألعاب النارية وقنابل المولوتوف. في 2 مايو، العنوان الرئيسي لصحيفة برلين B.Z. كان "!Beirut?? Nein, das ist Berlin" (بيروت؟ لا، إنها برلين!). أخيراً، أصبحت أعمال الشغب تقليداً في برلين كروزبرج ومنذ ذلك الوقت تكررت هذة المظاهرات كل سنة في 1 مايو ولكنها لم تكن خطيرة كما في العامين الأولين. عندما اجتمع البنك الدولي وصندوق النقد الدولي في برلين عام 1988، حشد الإستقلاليون تجمع دولي للنشطاء المناهضين للرأسمالية. بوصول عدد المتظاهرين إلى حوالي 80,000 شخص، كان عدد المحتجين أكبر بكثير من الشرطة. حاول المسؤولون الحفاظ على السيطرة من خلال حظر جميع المظاهرات ومهاجمة التجمعات العامة. ومع ذلك، كانت هناك أعمال شغب ودمرت مناطق التسوق الراقية.

### القرن الحادى والعشرون
في فترة ما بعد جدار برلين، واصلت حركة الكتلة السوداء الألمانية أعمال الشغب في مواعيد معينة بشكل دورى مثل عيد العمال في برلين كروزبرج، ولكن مع تناقص حدة المظاهرات. وأصبح تركيز المظاهرات الرئيسي هو النضال ضد الشعبية المتواترة لتيارات النازية الجديدة في ألمانيا. جاء «الدور» في يونيو 2007، خلال قمة مجموعة الدول الصناعية الثمانية (G8) الثالثة والثلاثون. فقامت كتلة سوداء من 2000 شخص قاموا ببناء حواجز وأضرموا النار في السيارات وهاجموا الشرطة خلال مظاهرة جماهيرية في روستوك. وأصيب 400 رجل شرطة، وحوالي 500 متظاهر وناشط. وفقاً للمكتب الإتحادي لحماية الدستور الألماني، فإن أسابيع التنظيم قبل المظاهرة وأعمال الشغب نفسها تم تزكيتها بواسطة صحوة لليسار المتشدد في ألمانيا. منذ أحداث «معركة روستوك» وأيضاً منذ عام 2008 في هامبورغ، أصبحت «أعمال شغب عيد العمال» الدورية بعد مظاهرات 1 مايو من كل سنة في برلين أكثر حدة، وتصاعد العنف بشكل كبير من الإستقلالين ضد ضباط الشرطة والأعداء السياسيين في مظاهرات مجموعات اليسار المتطرف.

### النمو الدولي
كان أول استخدام مسجل للتكتيك في الولايات المتحدة الأمريكية في عام 1989 في مظاهرة عند البنتاغون. كما استخدام أيضاً في الولايات المتحدة مبكراً في أحداث يوم الأرض في وول ستريت عام 1990 واحتجاجات فبراير عام 1991 ضد حرب الخليج. وقد بدأت تلك الأنشطة من قبل اتحاد الحب والغضب الثوري الفوضوي، وهو منظمة أناركية ثورية من منظمات أمريكا الشمالية النشطة في نيويورك. واكتسبت الكتل السوداء اهتمام كبير في وسائل الاعلام عندما تسببت كتلة سوداء في أضرار لممتلكات محلات الملابس (جاب) (GAP)، و (أولد نيفى) (Old Navy)، وستاربكس، ومواقع البيع بالتجزئة الأخرى في وسط مدينة سياتل خلال المظاهرات المناهضة لمنظمة التجارة العالمية عام 1999. وكانوا صورة منتشرة في الاحتجاجات المناهضة للعولمة التي لحقت ذلك. وخلال قمة الدول العشرون G20 عام 2010 في تورونتو، أضرت أعمال شغب قامت بها كتلة سوداء بعدد من مواقع البيع بالتجزئة بما في ذلك محلات Urban Outfitters «تجار الملابس في المناطق الحضرية»، و American Apparel «الكسوة الأمريكية»، متاجر أديداس، وستاربكس ومؤسسات مصرفية عديدة.
وقامت مجموعة من نحو 400 فوضوي من الكتلة السوداء في الاحتجاج المناهض للتخفيضات في 2011 في لندن بهاجمة منافذ السلع الراقية والمباعة بالتجزئة. وحسب رواية الصحفي بول ماسون، قد يكون هذا أكبر تجمع لكتلة سوداء في المملكة المتحدة من أي وقت مضى. ميسون يقول أن بعض أعضاء الكتلة كانوا فوضويين من أوروبا، وآخرون كانوا طلاب بريطانيون نزعوا إلى التطرف بعد المشاركة في احتجاجات الطلاب 2010 في المملكة المتحدة.

### إختراق الشرطة
قامت الشرطة والأجهزة الأمنية باختراق الكتل السوداء بواسطة ضباط سريين. ولأن جميع الأعضاء كانوا يخفون هوياتهم، فكان من الصعب عليهم التعرف على المتسللين بينهم. ظهرت الدعاوى القضائية للمرة الأولى ضد الشرطة بعد عدة مظاهرات. في قمة مجموعة الدول الصناعية الثمانية G8 عام 2001 في جنوة، كان من بين العديد من الشكاوى المقدمة ضد الشرطة، ذِكر للقطات فيديو شوهد فيها " رجال في لباس أسود يخروجون من عربات الشرطة قرب المسيرات الاحتجاجية." وفي أغسطس 2007، اعترفت شرطة الكيبك ان "ضباطهم يتخفون في هيئة المتظاهرين". في هذه المناسبات، تم تحديد بعضهم من قبل محتجين غير مزيقين بسبب أحذية الشرطة. وفي عام 2003 في أوكلاند، قام قسم شرطة كاليفورنيا بالتسلل خلال مجموعة من المتظاهرين السلميين المناهضين للحرب في الميناء. ويقول نقيب شرطة أوكلاند هوارد جوردن: "أنت لا تحتاج إلى بعض المهارات الخاصة لكى تتسلل خلال تلك المجموعات. إثنين من ضباطنا انتُخبوا كقادة في غضون ساعة من انضمامهم للمجموعة. فإذا كنت قد وضعت عناصر أمنية في المجموعة منذ البداية، أعتقد أننا سنكون قادرين على جمع المعلومات وربما حتى توجيهم للقيام بشيء ما نريد منهم أن يفعلوه.

### ظهورها في مصر
سنة 2013 في الذكرى الثانية للثورة المصرية، ظهرت في الساحة المصرية مجموعات لاسلطوية يسارية عنيفة، تستعمل اسم البلاك بلوك، واعلنوا من خلال صفحاتهم في المواقع الاجتماعية عن إنشاء «الكتلة الثورية السوداء Black Block» كتكتيك لمعارضة الحكم الإسلامي، خصوصا الإخوان المسلمون وحزبه حزب الحرية والعدالة والرئيس المنتخب محمد مرسي. وورد في الصحف أنهم قد هاجموا مقرات عديدة للإخوان والمباني الحكومية وأوقفوا حركة المرور وخطوط المترو في أكثر من 8 مدن مصرية.
أوقفت السلطات على اثرها العديد من الأشخاص يرتدون أقنعة سوداء، بعد أن ضبطوا وهم يسدون الطرق وكان بحوزتهم أسلحة متنوعة. وفي 1 فبراير أعلنت النيابة العامة المصرية أنها تجري تحقيقات موسعة في شأن ضبط متهمين بالانتماء لتنظيم «بلاك بلوك» داخل أحد العقارات المطلة على ميدان التحرير، وبحوزتهم «مخطط يستهدف شركات البترول والمواقع الحيوية،» قررت نيابة أمن الدولة العليا لاحقا إيداع المتهم بمستشفى الأمراض العقلية لسوء حالته النفسية والعقلية وتأثيرها على سلوكه. وبعد التحقيقات صنفت النيابة العامة تنظيم البلاك بلوك كجماعة إرهابية منظمة، وأمرت بضبط وإحضار كل من هو منضم مع هذه الجماعة، بتهمة إنشاء منظمة إرهابية وإدارتها.
وقد هاجمت قصر الاتحادية وأغلقت ميدان التحرير في أواخر أبريل 2013م، كما أظهرت التقارير المصورة لأعضاء تلك المجموعة العديد من الأطفال والأحداث.

## تكتيكات
| عندما نحطم نافذة عرض لمتجر، فنحن نهدف لتدمير القشرة الرقيقة من الشرعية التي تحيط بحقوق االتملك الخاص أو الملكية الخاصة ... وبعد N30 [نوفمبر 30]، كثير من الناس لن ترى نافذة المتجر أو المطرقة من نفس الزاوية مرة أخرى. الاستخدامات المحتملة لجميع مرافق و منشآت المدينة في نشر الفكرة قد زادت إلى ألف ضعف. عدد النوافذ المكسورة تتضاءل بالمقارنة مع عدد الفتن تلو الفتن، التي تلقي بها شركة مهيمنة على سوق ما لتؤدي بنا إلى تناسي كل العنف الذي يرتكب باسم حقوق الملكية الخاصة وإمكانيات كل مجتمع بدونها. النوافذ المحطمة يمكن دعمها بألواح و في نهاية المطاف إستبدالها، ولكن تحطيم الفرضيات في المجتمع فنحن نأمل أنه سوف يستمر لبعض الوقت حتى يأتى المراد. |
| —جريدة ACME الجماعية (جريدة الإلكترونية) ، نقلت من باريس 2003 |

تكتيكات الكتل السوداء يمكن أن تتضمن تدابير هجومية مثل قتال الشوارع وتخريب لممتلكات الشركات، وأعمال الشغب، والتظاهر بدون تصريح، ولكنها تتكون بشكل رئيسي من تكتيكات للدفاع مثل تضليل السلطات، والمساعدة في تهريب الأشخاص الذين يتم القبض عليهم من قبل الشرطة («فك الاعتقال» أو«رد الاعتقال»)، وتقديم الإسعافات الأولية للأشخاص المتضررين من الغاز المسيل للدموع والرصاص المطاطي وغيرها من التدابير لمكافحة الشغب في المناطق التي يمنع المتظاهرين من دخولها، وبناء المتاريس، ومقاومة الشرطة، وممارسة التضامن في السجن. تدمير الممتلكات الذي تقوم به الكتل السوداء يميل إلى أن يكون ذو مغزى رمزي: ويشمل أهداف عامة مثل البنوك، والمباني المؤسسية، ومنافذ للشركات المتعددة الجنسيات، ومحطات البنزين، وكاميرات فيديو المراقبة.
قد يكون هناك العديد من الكتل السوداء داخل احتجاج معين، لهم أهداف وتكتيكات مختلفة. وهم كمجموعة تتخصص لغرض بعينه، فهم في كثير من الأحيان لا يجتمعون على مستوى العالم على مجموعة مشتركة من المبادئ أو معتقدات أبعد من الالتصاق - في العادة - بقيم اليسار المتشدد أو الراديكالي وقيم الإستقلالية، رغم أن بعض الجماعات الفوضوية دعت لتبنى مبادئ القديس بولس واعتبارها الإطار الذي يمكن من خلاله نشر تكتيكات متنوعة. وهناك عدد قليل من المجموعات اليمينية المتشددة، مثل بعض «القوميين الإستقلاين» في أوروبا أو الفوضويون الوطنيون في أستراليا، اتخذت أسلوب أو تكتيكات ولباس «الكتلة السوداء» في مظاهراتها.

## وصلات خارجية
- مجموعات العنف غير التقليدية.. البلاك بلوك والألتراس نموذجا مركز الجزيرة للدراسات، 14 فبراير 2013